# Moviment brownià geomètric

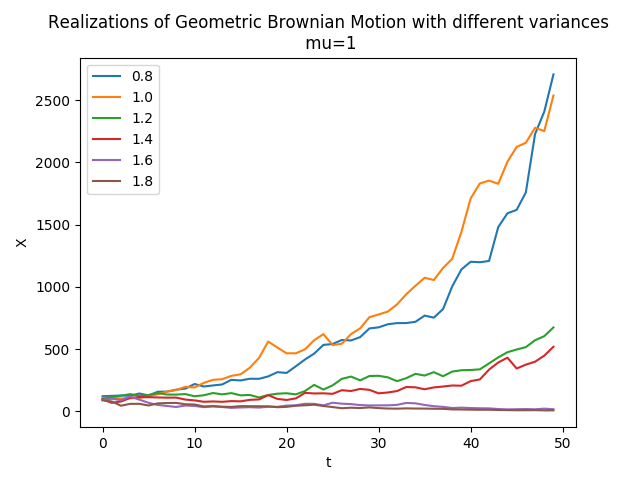
Per a la simulació que genera les realitzacions, vegeu a continuació.

Un moviment brownià geomètric (GBM) (també conegut com a moviment brownià exponencial) és un procés estocàstic de temps continu en el qual el logaritme de la quantitat variable aleatòriament segueix un moviment brownià (també anomenat procés de Wiener) amb deriva. És un exemple important de processos estocàstics que satisfan una equació diferencial estocàstica (SDE); en particular, s'utilitza en finances matemàtiques per modelar els preus de les accions en el model Black–Scholes.

## Definició tècnica: la SDE
Es diu que un procés estocàstic St segueix un GBM si compleix la següent equació diferencial estocàstica (SDE):
{\displaystyle dS_{t}=\mu S_{t}\,dt+\sigma S_{t}\,dW_{t}}
on {\displaystyle W_{t}} és un procés de Wiener o moviment brownià, i {\displaystyle \mu } ('la deriva percentual') i {\displaystyle \sigma } ("el percentatge de volatilitat") són constants.
El primer paràmetre s'utilitza per modelar tendències deterministes, mentre que el segon paràmetre modela esdeveniments impredictibles que ocorren durant el moviment.

## Resolució de l'SDE
Per a un valor inicial arbitrari S0, l'SDE anterior té la solució analítica (segons la interpretació d'Itô):
{\displaystyle S_{t}=S_{0}\exp \left(\left(\mu -{\frac {\sigma ^{2}}{2}}\right)t+\sigma W_{t}\right).}
La derivació requereix l'ús del càlcul Itô. L'aplicació de la fórmula d'Itô condueix a
{\displaystyle d(\ln S_{t})=(\ln S_{t})'dS_{t}+{\frac {1}{2}}(\ln S_{t})''\,dS_{t}\,dS_{t}={\frac {dS_{t}}{S_{t}}}-{\frac {1}{2}}\,{\frac {1}{S_{t}^{2}}}\,dS_{t}\,dS_{t}}
on {\displaystyle dS_{t}\,dS_{t}} és la variació quadràtica de l'SDE.

## Ús en finances
El moviment brownià geomètric s'utilitza per modelar els preus de les accions en el model Black–Scholes i és el model més utilitzat del comportament dels preus de les accions.
Alguns dels arguments per utilitzar GBM per modelar els preus de les accions són:
- Els rendiments esperats de GBM són independents del valor del procés (preu de les accions), que coincideix amb el que esperaríem en realitat.
- Un procés GBM només assumeix valors positius, igual que els preus reals de les accions.
- Un procés GBM mostra el mateix tipus de "rugositat" en els seus camins que veiem en els preus de les accions reals.
- Els càlculs amb processos GBM són relativament fàcils.

No obstant això, GBM no és un model completament realista, en particular no és real en els punts següents:
- En els preus de les accions reals, la volatilitat canvia amb el temps (possiblement estocàsticament), però en GBM, la volatilitat s'assumeix constant.
- A la vida real, els preus de les accions solen mostrar salts causats per esdeveniments o notícies imprevisibles, però en GBM, el camí és continu (sense discontinuïtat).

A més de modelar els preus de les accions, el moviment brownià geomètric també ha trobat aplicacions en el seguiment de les estratègies comercials.